# Negroamaro di Terra d’Otranto
Die Bezeichnung Negroamaro di Terra d’Otranto steht für Rot- und Roséweine aus den süditalienischen Provinzen Brindisi, Lecce und Taranto in der Region Apulien. Die Roséweine werden auch als Perlweine (Frizzante) und Schaumweine (Spumante) ausgebaut. Die Rotweine können auch die Auszeichnung „Riserva“ tragen. Die Weine haben seit 2011 eine geschützte Herkunftsbezeichnung (Denominazione di origine controllata – DOC), deren letzte Aktualisierung am 7. März 2014 veröffentlicht wurde.

## Anbau
Der Anbau ist innerhalb der Provinzen Brindisi, Lecce und Taranto gestattet.

## Erzeugung
Die Denomination Negroamaro di Terra d’Otranto DOC sieht folgende Weintypen vor:
- Negroamaro di Terra d’Otranto Rosso und Negroamaro di Terra d’Otranto Rosso Riserva: müssen zu mindestens 90 % aus der Rebsorte Negroamaro produziert werden. Höchstens 10 % andere rote Rebsorten, die in der Produktionszone „Salento-Arco Jonico-Salentino“ zugelassen sind, dürfen zugesetzt werden.
- Negroamaro di Terra d’Otranto Rosato: (auch als Spumante und Frizzante) müssen zu mindestens 90 % aus der Rebsorte Negroamaro produziert werden. Höchstens 10 % andere rote Rebsorten, die in der Produktionszone „Salento-Arco Jonico-Salentino“ zugelassen sind, dürfen zugesetzt werden.

## Beschreibung
Laut Denomination (Auszug):

### Negroamaro di Terra d’Otranto Rosato
- Farbe: mehr oder weniger intensiv rosa
- Geruch: zart, fruchtig
- Geschmack: voll, harmonisch, lebhaft
- Alkoholgehalt: mindestens 12,0 Vol.-%
- Säuregehalt: mind. 5,0 g/l
- Trockenextrakt: mind. 20,0 g/l
- Gesamtzuckergehalt: maximal 10,0 g/l[1]

### Negroamaro di Terra d’Otranto Rosso
- Farbe: mehr oder weniger intensiv rubinrot mit orangefarbenen Reflexen durch Reifung
- Geruch: angenehm, intensiv
- Geschmack: voll, harmonisch
- Alkoholgehalt: mindestens 12,5 Vol.-%, mit der Bezeichnung „Riserva“ mindestens 13,0 Vol.-%
- Säuregehalt: mind. 4,5 g/l
- Trockenextrakt: mind. 24,0 g/l, mit der Bezeichnung „Riserva“ mindestens 26,0 g/l
- Gesamtzuckergehalt: maximal 10,0 g/l[1]